# Los Cassini
Los Cassini es un barrio perteneciente al distrito Ciudad Jardín de la ciudad de Málaga, España. Según la delimitación oficial del ayuntamiento, limita al norte y al este con el barrio de Cortijo Bazán; al sur, con los barrios de Los Cipreses y Ciudad Jardín, barrio este último con el que también limita al este.

## Transporte
En autobús queda conectado mediante las siguientes líneas de la EMT: 
| Línea | Trayecto                                 | Recorrido | Frecuencia |
| ----- | ---------------------------------------- | --------- | ---------- |
| 26    | Alameda Principal - Alegría de la Huerta | Recorrido | 15 minutos |